# Oberonia kamlangensis
Oberonia kamlangensis är en orkideart som beskrevs av A.Nageswara Rao. Oberonia kamlangensis ingår i släktet Oberonia och familjen orkidéer.
Artens utbredningsområde är Arunachal Pradesh. Inga underarter finns listade i Catalogue of Life.